# Stéphanie Dumont
Pour les articles homonymes, voir Dumont.
Stéphanie Dumont, née le 5 février 1968, est une patineuse de vitesse et une patineuse de vitesse sur piste courte française.
Elle participe aux épreuves de patinage de vitesse aux Jeux olympiques de 1988 à Calgary.
Elle est sacrée championne de France de patinage de vitesse sur piste courte en 1985, 1986 et 1987.